# Colymbetes sculptilis
Colymbetes sculptilis är en skalbaggsart som beskrevs av Harris 1829. Colymbetes sculptilis ingår i släktet Colymbetes och familjen dykare. Inga underarter finns listade i Catalogue of Life.

## Bildgalleri

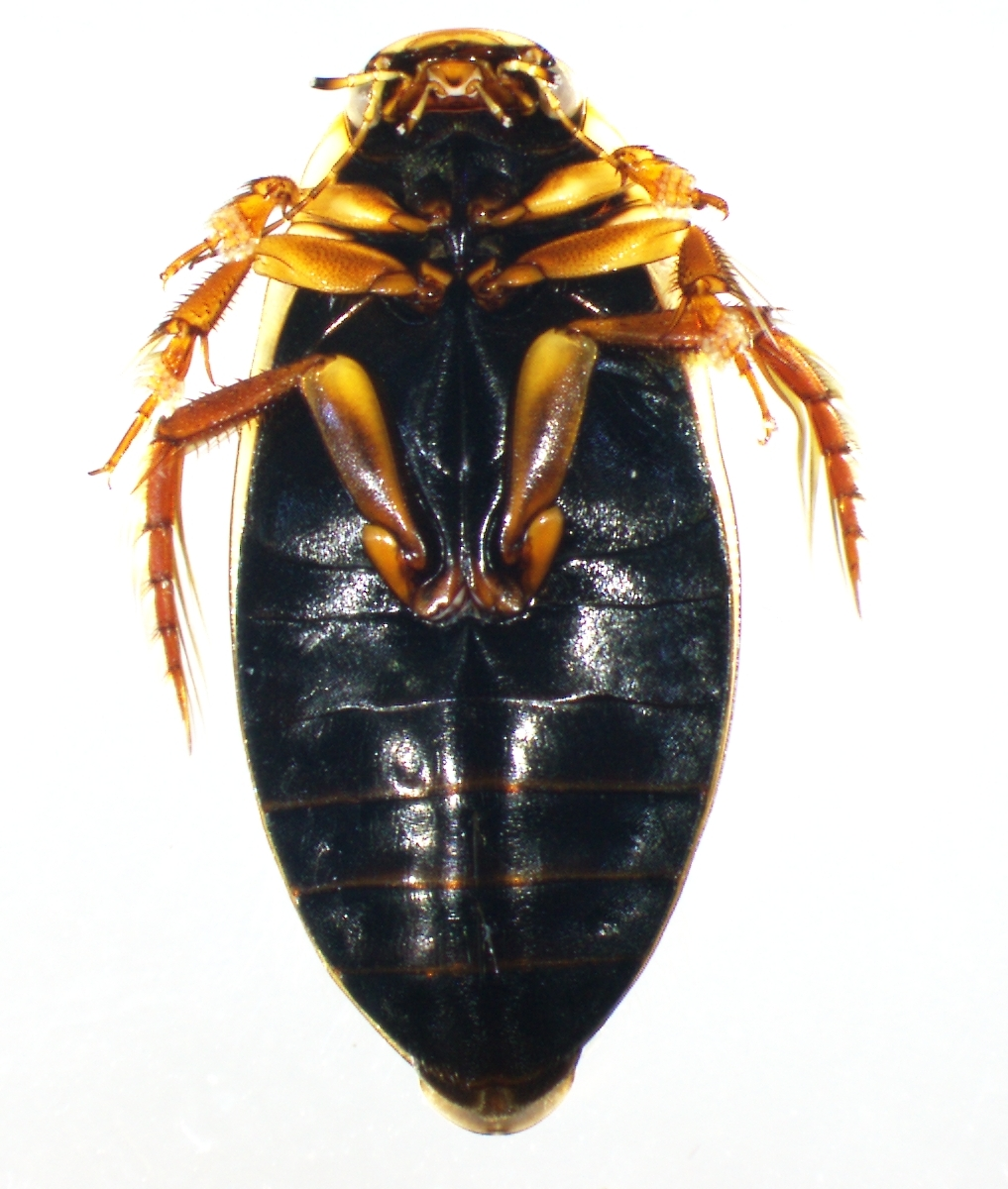